# Ala 46
El Ala 46, también llamada Ala número 46, es una unidad militar que opera aviones caza, helicópteros y aviones de vigilancia costera del Mando Aéreo de Canarias (MACAN) del Ejército del Aire y del Espacio de España. Tiene sus instalaciones ubicadas en la Base Aérea de Gando, Gran Canaria. Conforma, junto al Ala 11, Ala 12, Ala 14 y Ala 15 las principales unidades de combate aéreo del Ejército del Aire y del Espacio. 

## Historia
La historia del Ala 46 y su base, la Base Aérea de Gando tiene sus antecedentes en la necesidad estratégica de España de controlar el espacio aéreo de las Islas Canarias, dada su ubicación geográfica clave entre Europa y África. Esta posición les confería un valor militar y geopolítico importante, lo que hizo que las islas fueran un punto estratégico desde finales del siglo XIX y comienzos del XX.

### Antecedentes históricos

#### Primera etapa (1919-1936): Nacimiento de la aviación en Canarias
La aviación militar en Canarias comenzó en 1919, cuando se realizó el primer vuelo de un hidroavión sobre las islas. Sin embargo, no fue hasta la década de 1920 que se formalizó la creación de infraestructuras militares aeronáuticas en las islas. Se planificaron bases aéreas en Gran Canaria y Tenerife, con el objetivo de establecer un control sobre el espacio aéreo en el archipiélago.
Durante estos años, la aviación militar en Canarias estaba en fase embrionaria y no había una estructura formal. Las bases eran primitivas y el uso de aviones estaba más orientado a vuelos de reconocimiento que a operaciones de combate. El establecimiento de la Base Aérea de Gando en 1930 marcó un punto de inflexión. Aunque la infraestructura aún era limitada, ya se veía como un elemento clave para la defensa aérea de Canarias.

#### Guerra civil española (1936-1939)
Con el estallido de la guerra civil española en 1936, las Islas Canarias jugaron un papel importante en los primeros días del conflicto. La Base Aérea de Gando fue una de las primeras instalaciones aéreas utilizadas por las fuerzas sublevadas. Se estableció como base de operaciones para apoyar a los militares rebeldes que tomaron el control del archipiélago.
Durante la guerra, la actividad aérea en Canarias aumentó considerablemente. La base aérea de Gando fue utilizada para operaciones logísticas y de reconocimiento, aunque la mayoría de las operaciones militares más significativas ocurrieron en la península. Sin embargo, la importancia estratégica de Gando quedó patente durante este periodo, consolidándose como un bastión militar clave en el control de las rutas atlánticas.

#### Postguerra y primeros años de la dictadura (1939-1950)
Tras el fin de la guerra civil española, el régimen franquista mantuvo una fuerte presencia militar en las Islas Canarias. La Base Aérea de Gando fue ampliada y modernizada, siendo una de las primeras bases aéreas de España en recibir aviones modernos de la época, como los Junkers Ju 52 y otros modelos de aviones de transporte y combate de origen alemán e italiano.
Durante la Segunda Guerra Mundial, España mantuvo una posición neutral, pero las Islas Canarias seguían siendo vistas como un punto clave para la defensa del Atlántico. Los alemanes llegaron a tener planes de utilizar las islas como bases para atacar las rutas marítimas aliadas, aunque estos nunca se materializaron.
En los años posteriores a la guerra, el papel de Gando como base aérea continuó consolidándose, ya que las tensiones de la Guerra Fría convirtieron al archipiélago en un punto estratégico tanto para España como para los intereses de los países occidentales en su lucha contra la expansión del comunismo.

### Formación de las unidades aéreas (1950s)
Fue a mediados de la década de 1950 cuando se formalizó la creación de las primeras unidades aéreas en Canarias. Su misión principal era la defensa aérea del archipiélago y la protección de las rutas aéreas y marítimas que pasaban por la región. Estas unidades se establecieron como una respuesta a la creciente importancia geopolítica de las islas durante la Guerra Fría, en la que España jugó un papel estratégico para los intereses occidentales, especialmente después de firmar acuerdos de cooperación militar con Estados Unidos en 1953.
Las unidades se organizaron inicialmente con aviones de combate y transporte procedentes de los excedentes de la Segunda Guerra Mundial y aviones proporcionados por Estados Unidos en el marco de esos acuerdos de cooperación.

### Desarrollo durante la Guerra Fría (1950-1980)
Durante las décadas de los 50 y 60, las unidades aéreas de Gando fueron equipadas con aviones como el Lockheed T-33 Shooting Star y el North American F-86 Sabre, aviones de combate a reacción que marcaban una gran evolución tecnológica respecto a los aviones de hélice usados en la Segunda Guerra Mundial. El desarrollo de las capacidades aéreas reflejaba la necesidad de España de proteger el espacio aéreo de Canarias en un contexto internacional cada vez más complejo.
En los años 70 y 80, el Ejército del Aire inició un proceso de modernización. Las unidades aéreas de Gando fueron equipadas con aviones más avanzados como el Dassault Mirage F1, que mejoró significativamente la capacidad defensiva. Estos cazas a reacción proporcionaron la capacidad de realizar misiones tanto de defensa aérea como de ataque, adaptándose a las necesidades de una región cada vez más estratégica.
Cuando el Dassault Mirage F1 fue retirado del Ala 46 se trajeron 24 McDonnell Douglas F/A-18 Hornet que fueron usados por la Marina de Estados Unidos en sus portaaviones, pero al llegar su vida útil en los portaaviones a su fin fueron vendidos a España. Esto también vino acompañado de un lote  de Fokker F27 Friendship modificados para hacer misiones CSAR y patrullaje marítimo, Más tarde los Fokker F27 Friendship fueron retirados por los más modernos CASA CN-235 también con capacidad de carga. el deterioro de los F 18 de Gando es considerablemente grave, su vida útil acabó en el 2023. A  este problema se creó un programa llamado "Halcón 20" que consistía en reemplazar los aparatos por aeronaves más modernas. Los F-18 se calcula que serán retirados entre el 2025 y 2026 cuando en el 2026 lleguen los 20 Eurofighter Typhoon (Probablemente no lleguen 20).

## Actualidad
El Ala 46 tiene la misión de defender el espacio aéreo español en Canarias, búsqueda y rescate además de funciones de transporte ligero, para ello, el Ala 46 es el ala con más sistemas de armas bajo sus órdenes. Además, y por intersección del Mando Aéreo de Canarias, todo avión militar aliado que entre en el espacio aéreo español en canarias, quedará bajo el mando del MACAN y por lo tanto, del Ala 46. Además, las instalaciones de la Base Aérea de Gando son frecuentemente usadas por ejercicios y maniobras militares gracias al buen tiempo constante del lugar y la posición estratégica, tales como OceanSky, de calibre internacional, o el ejercicio SIRIO, unas maniobras anuales con el objetivo de fortalecer las capacidades de lucha aérea del Ejército del Aire. No solo participa el ala 46, si no muchas otras alas de combate, transporte y apoyo logístico de tierra. Este ejercicio de gran calibre cuele contar con la visita del Rey de España, Felipe VI de España.

#### Condiciones climáticas y adaptación
El Ejército del Aire se ha encontrado con problemas para mantener su flota de aeronaves destinadas en Gando. Debido a condiciones como salitre (dada la cercanía de la base con el mar), arena (condiciones y episodios de calima) y otros factores como el excesivo calor y vientos, afectan al estado de las ya antiguas aeronaves. Actualmente se está trabajando para adaptar los Eurofighter Typhoon de próxima llegada a las condiciones y requisitos especiales de la base.

#### Componentes aéreos
El Ala 46 cuenta con una flota compuesta por los siguientes 3 modelos de aeronaves:
| Aeronave                       | Imágenes | Notas                                                                              | Propósito                          |
| ------------------------------ | -------- | ---------------------------------------------------------------------------------- | ---------------------------------- |
| McDonnell Douglas EF-18 Hornet |          | Adquiridos de segunda mano a la Armada de los Estados Unidos.                      | Superioridad Aérea / Ataque.       |
| CASA CN-235                    |          | Utilizados por el Servicio de Búsqueda y Salvamento Aéreo para vigilancia costera. | Búsqueda y Salvamento, transporte. |
| Airbus Helicopters H215        |          |                                                                                    | Búsqueda y Salvamento, transporte. |

## Futuro
El Ejército del Aire ha anunciado la compra de 20 cazas Eurofighter Typhoon para reemplazar a los EF-18 del Ala 46, debido a que son los más antiguos en operación. Hasta que los Eurofighter lleguen, se tiene previsto suplir a Gando con EF-18s de otras alas del Ejército del Aire. Esta compra está bajo el programa “Halcón 20”del Ejército del Aire.

## Accidentes
| Escuadrón | Fecha             | Aeronave involucrada           | Número de aeronaves implicadas | Accidente |
| --------- | ----------------- | ------------------------------ | ------------------------------ | --- |
| 461       | 1971              | Douglas C-47 Skytrain          | 1                              | Se accidenta el 30 de junio de 1971 segundos después de despegar. Fallecen 1 de los 4 tripulantes                                                                         |
| 802       | 1992              | Airbus Helicopters H215        | 1                              | Se accidenta el 5 de noviembre de 1992 en Canarias. No se producen fallecidos                                                                                             |
| 462       | 2003              | McDonnell Douglas EF-18 Hornet | 1                              | Destruido tras caer al mar por problemas de motor, próximo a Pozo Izquierdo (Isla de Gran Canaria), el 11 de febrero de 2003                                              |
| 462       | 2009              | McDonnell Douglas EF-18 Hornet | 2                              | Destruido al colisionar en vuelo contra el y caer al mar a escasas millas de Gran Canaria, el 16 de junio de 2009. Los pilotos resultaron ilesos tras tener que eyectarse |
| 802       | 2014              | Airbus Helicopters H215        | 1                              | Se estrella en canarias por un fallo en el sistema de bengalas del D.4. Fallecen 3 de los 4 tripulantes                                                                   |
| 802       | 2015              | Airbus Helicopters H215        | 1                              | Se estrella de camino a Gando. Fallecen todos los tripulantes (Como dato curioso falleció el superviviente del anterior accidente)                                        |
| 462       | Fecha desconocida | Dassault Mirage F1             | 1                              | Se accidenta en la costa sur de Gran Canaria, alrededor de la La Aldea de San Nicolás debido a un vuelo bajo. Sobrevive el piloto.                                        |

## Escuadrones
1. Escuadrón 461. Disuelto
2. Escuadron 462 . Opera los McDonnell Douglas EF-18 Hornet
3. Escuadrón 463. Disuelto
4. Escuadrón 464. Disuelto
5. Escuadrón 802. Opera los CASA CN-235 y los Airbus Helicopters H215